# Vene scrotale posterioare
Venele scrotale posterioare sunt vene care se scurg în plexul venos vezical. 